# RMS Saxonia (1900)
O RMS Saxonia foi um navio de passageiros britânico operado pela Cunard Line e construído pela John Brown & Company. Ele foi lançado ao mar em dezembro de 1899 e realizou sua viagem inaugural em maio de 1900, sendo o maior navio da empresa em tonelagem até então. O Saxonia foi projetado para transportar tanto passageiros quanto carga, possuindo grandes espaços de armazenamento que limitavam as áreas destinadas ao serviço comercial.
A embarcação serviu na rota Liverpool até Boston desde sua viagem inaugural até 1911, quando foi transferida para o serviço no mar Mediterrâneo de Boston para Trieste. Suas acomodações foram modificadas no ano seguinte a fim de permitir que o Saxonia transportasse apenas passageiros de segunda e terceira classe. O navio permaneceu nessa rota até o início da Primeira Guerra Mundial, quando foi convocado pela Marinha Real Britânica. Em agosto de 1914 ele foi usado como transporte de tropas, porém apenas por uma viagem, sendo em seguida atracado no rio Tâmisa e utilizado como acomodação para prisioneiros de guerra alemães. O Saxonia voltou para o transporte de tropas em março de 1915, desempenhando essa função até o final da guerra em 1918.
O navio voltou para o serviço comercial em 1919 e no ano seguinte passou por uma grande reforma, que incluiu a diminuição da altura de sua chaminé e a transformação das acomodações de passageiros. Todas as modificações acabaram por diminuir sua tonelagem total e o número de passageiros que poderia carregar. O Saxonia foi colocado no serviço entre Londres e Nova Iorque, com uma parada adicional em Hamburgo sendo colocada alguns anos depois. Em 1925 ele foi considerado velho e obsoleto para continuar ativo, sendo aposentado e vendido para uma companhia holandesa para ser desmontado ainda no mesmo ano.